# Alfabet
Et alfabet (fra græsk: alfa αλφα og beta βητα) er en ordnet rækkefølge af bogstaver. Alfabeter afviger fra andre skriftsystemer ved at konsonanter og vokaler skrives med lignende tegn.

## Historisk
De gamle egyptisk hieroglyffer havde et sæt af omkring 24 hieroglyffer, der kaldes uniliterals, som er glyffer, der giver én lyd. Disse glyffer blev brugt som udtalevink til logogrammer, til at skrive grammatiske bøjninger og senere til at transskribere låneord og udenlandske navne. Skriftsystemet blev brugt en del i det 4. århundrede e.Kr. Men efter at hedenske templer blev lukket, blev det glemt i det 5. århundrede indtil opdagelsen af Rosettastenen. Der var også kileskrift. Skriftsystemet blev brugt til at skrive adskillige gamle sprog. Det blev dog primært brugt til at skrive sumerisk. Den sidste kendte brug af kileskrift var i 75 e.Kr., hvorefter skriften faldt ud af brug.
I middelbronzealderen dukkede et tilsyneladende "alfabetisk" system kendt som proto-sinaitisk skrift op i egyptiske turkisminer på Sinai-halvøen dateret 1840 f.v.t., tilsyneladende efterladt af kana'anæiske arbejdere. Orly Goldwasser har forbundet den analfabetistiske turkisminearbejder graffititeori til oprindelsen af alfabetet. I 1999 opdagede John og Deborah Darnell, amerikanske egyptologer, en tidligere version af dette første alfabet i Wadi el-Hol-dalen i Egypten. Skriftsystemet er dateret til ca. 1800 fvt og viser tegn på at være blevet tilpasset fra specifikke former for egyptiske hieroglyffer, der kunne dateres til ca. 2000 f.v.t., hvilket kraftigt tyder på, at det første alfabet havde udviklet sig omkring den tid. Skriftsystemet var baseret på bogstaver og navne, der menes at være baseret på egyptiske hieroglyffer. Dette skriftsystem havde ingen tegn, der repræsenterede vokaler. Oprindeligt var det sandsynligvis en stavelsesskrift, hvor stavelser er repræsenteret med tegn - men symboler, der ikke var nødvendige, blev fjernet. Det bedst attesterede bronzealderalfabet er ugaritisk, opfundet i Ugarit (Syrien) før det 15. århundrede fvt. Dette var et alfabetisk kileskrift med 30 tegn, inklusive tre, der indikerer en efterfølgende vokal. Dette skriftsystem blev ikke brugt efter ødelæggelsen af Ugarit i 1178 fvt.
Den proto-sinaitiske skrift udviklede sig til sidst til det fønikiske alfabet, konventionelt kaldet "proto-kanaanæisk" før ca. 1050 fvt. Den ældste tekst i fønikisk skrift er en inskription på kong Ahirams sarkofag ca. 1000 fvt. Dette skriftsystem er det overordnede skriftsystem for alle vestlige alfabeter. I det tiende århundrede fvt adskiller to andre former sig, kana'anæisk og aramæisk. Det aramæiske gav anledning til det hebraiske alfabet .
Det sydarabiske alfabet, et søsterskrift til det fønikiske alfabet, er det skriftsystem, hvorfra Ge'ez-alfabetet, en abugida, et skriftsystem, hvor konsonant-vokalsekvenser er skrevet som enheder, som blev brugt omkring Afrikas horn, stammer fra. Vokalløse alfabeter kaldes abjads, i øjeblikket eksemplificeret i andre som arabisk, hebraisk og syrisk. Udeladelsen af vokaler var ikke altid en tilfredsstillende løsning på grund af behovet for at bevare hellige tekster. "Svage" konsonanter bruges til at angive vokaler. Disse bogstaver har en dobbelt funktion, da de også kan bruges som rene konsonanter.
Den proto-sinaitiske skriftsystem og den ugaritiske skriftsystem var de første skriftsystemer med et begrænset antal tegn i stedet for at bruge mange forskellige tegn for ord, i modsætning til de andre meget brugte skriftsystemer på det tidspunkt, kileskrift, egyptiske hieroglyffer og lineær B. Det fønikiske skrift var sandsynligvis det første fonemiske skrift og det indeholdt kun omkring to dusin forskellige bogstaver, hvilket gør det til et skrift, der er enkelt nok for handlende at lære. En anden fordel ved det fønikiske alfabet var, at det kunne skrive forskellige sprog, da det optog ord fonemisk.
Den fønikiske skrift blev spredt rundt om Middelhavet af fønikerne. Det græske alfabet var det første alfabet, hvor vokaler har uafhængige bogstavformer adskilt fra konsonanters. Grækerne valgte bogstaver, der repræsenterede lyde, der ikke fandtes på fønikisk til at repræsentere vokaler. Det stavelsesformede Linear B, et skrift, der blev brugt af de mykenske grækere fra det 16. århundrede fvt, havde 87 symboler, inklusive fem vokaler. I dets tidlige år var der mange varianter af det græske alfabet, hvilket fik mange forskellige alfabeter til at udvikle sig fra det.

## Danske alfabet
Det danske alfabet ser således ud med store blokbogstaver:
A B C D E F G H I J K L M N O P Q R S T U V W X Y Z Æ Ø Å
Bogstaverne Æ, Ø og Å kan også skrives: Ae, Oe og Aa.
Det danske alfabet ser således ud med små bogstaver:
a b c d e f g h i j k l m n o p q r s t u v w x y z æ ø å
De små bogstavs varianter af æ, ø og å kan også skrives: ae, oe og aa.

## Alfabetisering
Der er ofte forskellige regler i forskellige sprog for hvordan man alfabetiserer, det vil sige opstiller ordene i alfabetisk rækkefølge, også selvom sprogene bruger de samme bogstaver.

### Dansk
På dansk gældende følgende specielle regler:
- Aa skal alfabetiseres som å når det udtales som én vokal uanset om den betegnet en a-lyd eller en å-lyd. Hvis den eneste forskel på to ord er at det ene har å hvor den andet har aa, skal ordet med å stå først af de to ord.
- Aa skal kun alfabetiseres som to a'er når det udtales som særskilte vokaler, det vil sige når de to a'er tilhører hver sin stavelse som for eksempel i ordet ekstraarbejde.
- Fremmede bogstaver og accenter: Ü alfabetiseres som y, ä som æ, ö som ø, ð som d, þ som th, œ som oe. Hvis den eneste forskel på to ord er at det ene har et fremmed bogstav hvor den andet har det tilsvarende danske bogstav, skal ordet med det almindelige danske bogstav stå først af de to ord.
- Ved alfabetisering ses bort fra accenter. For eksempel alfabetiseres é, è og ë som e, og č og ç som c. Hvis den eneste forskel på to ord er, at det ene skrives med accent, mens den andet ikke gør, skal ordet uden accent stå først af de to ord.

Kilde: Retskrivningsordbogen.
Frem til 1980 skulle v og w derudover alfabetiseres som samme bogstav - idet w behandledes som en variant af v.
Fra bolle-å'ets indførsel i 1948 og frem til 1955 var der tvivl om, hvordan det skulle alfabetiseres. Fra 1952 til 1955 var den officielle politik, at det skulle stå først i alfabetet.

### Biblioteker
Bibliotekerne har en standard for alfabetisering af bibliografiske indførsler i kataloger, bibliografier, bibliografiske databaser mv. En undertiden overset ting er, at man ser bort fra bestemte og ubestemte artikler som en, et, den, det ved alfabetisering af artikler. En anden er, at man alfabetiserer sammensatte efternavne specielt, f.eks. vægtes mellemnavn over -sen navne.
- Katalogiseringsregler udarbejdet af Det Danske Katalogregeludvalg

## Ortografiske særtegn
Som ortografiske særtegn regnes diakritiske tegn, herunder accenter og omlydstegn, der er tegn knyttet til bogstaver, f.eks. ogonek, i modsætning til tegnsætningstegn (komma, punktum etc.). Nogle særtegn har deres oprindelse i den gotiske skrift, som flere s-former, og f.eks. islandsk og færøsk kender separate bogstaver i deres alfabeter.

## Gotisk skrift
I Danmark blev den gotiske skrift officielt afskaffet i 1875 og i Sverige i begyndelsen af samme
århundrede. Tyskerne kalder den for die deutsche Schrift, selv om i hvert fald
Skandinavien også har benyttet den i århundreder i såvel trykt som håndskreven skrift, og også
polske, tjekkiske, litauiske og finske skrifter med gotisk skrift findes. I Tyskland blev gotisk
skrift anvendt til efter anden verdenskrig.
Kært barn har mange navne, siger man; og det er rigtigt. Forskellige skriftsnit får af
bogtrykkeren forskellige navne, og der er forskelle, som den almindelige mand slet ikke kan følge
med i. Her skelnes kun mellem to hovedformer: gotisk skrift og latinsk skrift.
Den gotiske skrift stammer tilbage til 1200-tallet og er karakteristisk ved sine kantede linjer
og meget varierende stregtykkelser. På dansk er trykskriften ofte kaldt »krøllede bogstaver«. Et
andet navn er frakturskrift, og selv om det i bogtrykkerfagsprog er en afart af gotisk skrift
opstået i 16. århundrede i Tyskland, så er der ingen forskel i forbindelse med de grafiske
detaljer, som er omhandlet i denne lille artikel. På engelsk bruges »blackletters« om trykt
gotisk skrift og »German hand« om den håndskrevne.
På grund af dens dystre udseende og forbindelse til gotisk kultur er den gotiske skrift i moderne tid blevet brugt flere gange i kulturen såsom i black og gothic metal.
Med »latinsk skrift« henvises til alle de skrifttyper, der i dag er gængse, og som betegnes
som »almindelige bogstaver«.

## Omlydstegnet ¨
Det er almindeligt kendt, at det tyske omlydstegn, Umlaut, kan erstattes af et efterskrevet e. Hvis man på en skrivemaskine ikke har mulighed for at skrive ä, kan man i stedet skrive ae. I mange år blev tyskerne erindret om denne mulighed, når de fik edb-udskrifter i hænde. Op gennem 70'erne og 80'erne var det almindeligt, at tyske printere kun indeholdt det engelsk/amerikanske tegnsæt, A-Z og a-z (og nogle specialtegn), hvorimod danske printere fik udskiftet tegnene [\]{|} med ÆØÅæøå (i denne rækkefølge). Dette er bemærkelsesværdigt, idet danskerne i øvrigt har været mere
tilbøjelige til at tillægge sig engelsk/amerikanske normer end tyskerne.
Men hvad er forbindelsen mellem e og omlydstegnet ¨? Oprindelsen af omlydstegnet skal findes i,
at et gotisk håndskrevet e som hovedbestanddel består af to parallelle streger. Et sådant e skrevet
over et bogstav blev snart reduceret til to streger, og når disse blev forkortet, blev det til to
prikker.
Faktisk kan man finde en række eksempler i både gotisk og latinsk skrift, hvor omlyden er angivet
ved et regelret e over omlydsvokalen.

## I/J
Ligesom med U og V har der i oldtiden ikke været skelnet mellem I og J i romernes efterladte indskrifter på latin, og brugen af j i latinske ord er sjælden, men forekommer.
I den trykte gotiske skrift skelnes der ikke mellem I og J som store bogstaver, så når man på tryk så et navn som I. C. Iacobsen, kunne man ikke med sikkerhed vide, om det første I stod for I eller J, så man sagde I. C. Jacobsen, selv om han måske hed Jens Christian. Helt op i nutiden har forfatteren Jens Peter Jacobsen været kendt som I. P. Jacobsen, og flere andre eksempler kunne nævnes.
Kryds- og tværsløsere ved også, at man i krydsord ofte bruger I for både I og J.

## ø-/ö-former
Efter retskrivningen i 1800-tallet skelnedes der mellem to ø'er i dansk, nemlig ø og ö.
I ABC'er frem til 1900 står der öm med ö, fordi det er et åbent ø. I hø, sø og tø er der ø, fordi
ø skal udtales lukket.
Hvad gör hunden? Den gør.

## Gotiske s-former
Et stort S kan have forskelligt udseende afhængig af skriftsnittet. Det er rent typografisk
betinget, uden at der er nogen forskel. Men der er to forskellige små s'er. Det ene ligner det
almindelige latinske s (til forskel betegnet som »kort s« uden at dette må tillægges nogen
fonetisk betydning). Det andet har i ethvert givet skriftsnit et udseende som et f uden tværstreg
(betegnet som »langt s«). Der er forskel på anvendelsen i dansk og i tysk.
På dansk anvendes »kort s«, når det er sidste bogstav i stavelser og ord, og andre steder bruges
»langt s«.
På tysk bruges »kort s« kun som sidste bogstav i et ord. Det er samme regel, som gælder for de to
s-former, der findes på græsk.
Det tyske »dobbelt-s«, ß, kan i dag transskriberes til ss, men tidligere transskriberedes det til
sz, hvilket også er oprindelsen, en ligatur af gotisk »langt s« og z. I det tysksprogede Schweiz
bruges altid kun ss.

## Latinske s-former
Almindeligvis kender vi i latinsk skrift kun ét lille s. Det »lange s« med udseende som f uden
tværstreg kan imidlertid godt findes. Det nyeste eksempel, jeg kender, er i min 7. udgave af Der
Sprach-Brockhaus (Wiesbaden 1967). I håndskreven udgave ser det lange latinske s ligesådan ud som
et håndskrevet gotisk h.

## U/V
De gamle romere, hvis sprog var latin, skelnede ikke mellem U og V, så i indskrifter indhugget i sten finder man V brugt for både u- og v-lyden, fordi V var lettere at hugge end U. I middelalderens latinske skrifter trænger efterhånden en skelnen mellem u og v igennem nogle steder, men med forskel. I den angelsaksiske verden har man i latinsksprogede skrifter i stor udstrækning brugt u for både u og v, mens vi har været vant til en skelnen mellem u og v undtagen efter g og q, hvor der mest bruges u, selv om det udtales som v, f .eks. i ord som anguis og quis.
W var ikke med i tidligere danske alfabeter (se figurer nedenfor), idet bogstavet ansås for blot at være en variant af V, fx i navne som Walter (Valter). Den danske udtale er ens af de to bogstaver.

## Geminationsstreg
En streg sat over en konsonant angiver, at tegnet skal fordobles. Gemination betyder fordobling
og er sprogligt i familie med det latinske ord gemini = tvillinger. Geminationsstregen er gået af
brug, men findes i gamle håndskrifter og til tider også på skilte. Hvis der i ordet samen skrives en vandret streg over m'et, skal det læses som sammen.

## Udtale
Udtalen af c var i klassisk latin som k overalt, men i middelalderlatin ændredes udtalen til s, når 'c' stod foran en fortungevokal, og samme udtaleregel gælder i dag i dansk, tysk, fransk, engelsk og en række andre sprog.
C udtales som s foran en fortungevokal (e, i, y, æ, ø, å), f.eks. celle, citron, cykel, Cæsar, cølibat.
C udtales som k foran en bagtungevokal (a, o, u), foran de fleste konsonanter og i udlyd, f.eks. Carl, container, curler, clever, crepe og sidste 'c' i choc (men ch udtales som hvislelyd: /ʃok/).